# هيثم أبو النجا
هيثم أبو النجا أحد أبرز قادة كتائب شهداء الأقصى - فلسطين ويعتبر هو مؤسس كتائب شهداء الأقصى في مدينة خان يونس هو وخالد حامد مؤسس كتائب شهداء الأقصى في غرب المدينة أو بالمكان المخصص معسكر خان يونس.[بحاجة لمصدر]